# SG Eintracht Gelsenkirchen
Le SG Eintracht Gelsenkirchen est un club allemand de football localisé à Gelsenkirchen en Rhénanie-du-Nord-Westphalie.
Ce club fut à l’origine le Fortuna Gelsenkirchen qui reprit en 1999, l’appellation d’un ancien club de la localité.
Gelsenkirchen est située en plein cœur du bassin houiller de la Ruhr. Le Grand-Gelsenkirchen s’est composé de nombreuses communes et hameaux qui se développèrent lors de l’expansion démographique provoquée par la Révolution industrielle. En raison des nombreuses cokeries et de leurs torchères, la localité reçut le surnom de Ville aux 1000 feux (Stadt der 1.000 feuer).

## Dates clés
- 1910 – fusion du VIKTORIA GELSENKIRCHEN-NEUSTADT et du GERMANIA UKENDORF pour former UNION GELSENKIRCHEN.
- 1911 – 13/05/1911, fusion du VIKTORIA UKENDORF et du SPIEL und SPORT (SuS) LEITHE pour former le SPORTVEREIN REHIENELBE qui devint plus tard GELGENGUSS GELSENKIRCHEN.
- 1942 – GELGENGUSS GELSENKIRCHEN prit le nom de ALEMANNIA GELSENKIRCHEN.
- 1950 – fusion de UNION GELSENKIRCHEN et ALEMANNIA GELSENKIRCHEN pour former SPORTGEMEINDE EINTRACHT GELSENKIRCHEN.
- 1973 – 15/06/1973, fusion de SPORTGEMEINDE EINTRACHT GELSENKIRCHEN avec le SPIEL-und TURN VEREINIGUNG (STV) HORST-EMSCHER pour former SPIEL-und TURN VEREINIGUNG (STV) EINTRACHT GELSENKIRCHEN-HORST.
- 1978 – fin de la fusion avec SPIEL-und TURN VEREINIGUNG (STV) HORST-EMSCHER qui reprit une route distincte.
- 1983 – Disparition du SPORTGEMEINDE EINTRACHT GELSENKIRCHEN
- 1999 – FORTUNA GELSENKIRCHEN reprit l’appellation de SPORTGEMEINDE EINTRACHT GELSENKIRCHEN

## Histoire

### Union Gelsenkirchen
L’Union Gelsenkirchen est formée en 1910 par la réunion de deux cercles locaux: le Viktoria Gelsenkirchen-Neustadt et le Germania Ukendorf
Le club évolua à la Dessauerstrasse. Avant la Première Guerre mondiale, le club joua dans des ligues locales. Après le conflit, le club est versé dans une ligue de 2e niveau.
En 1922, l’Union fut championne de Emscherkreis" et monte dans la plus haute série régionale.
En 1931, l’Union Gelsenkirchen remporta la ligue régionale de la Ruhr en battant Schwarz-Weiss Essen (3-2 après prolongation). Une semaine plus tard, s’imposa dans le Bezirksmesterchaft contre le Germania 06 Bochum (4-1). Cependant la participation à la Westfalenliga s’arrêta après une victoire et deux revers.
En 1933, après l’arrivée au pouvoir des Nazis, ceux-ci exigèrent une réformes des compétitions et la création des Gauligen. L’Union Gelsenkirchen fut placée au 2e niveau. Le club est confiné à un certain anonymat en raison des multiples succès de son grand voisin du FC Schalke 04.
Lors de la saison 1940-1941, l’Union joua en Gauliga Westfalen, mais fut relégué en fin d’exercice.
À la fin de la Seconde Guerre mondiale, l’Union Gelsenkirchen est dissoute comme tous les clubs et associations allemandes (voir Directive n°23). Le site des installations de la Dessauerstrasse a été ravagé par les bombardements.
Le club est rapidement reconstitué. En 1946, la Westfalische Fussall Verband (WFV), la ligue régionale, replaça l’Union Gelsenkirchen et l’Alemannia Gelsenkirchen dans la plus haute série recrée: la Landesliga. Étaient aussi présents : Schalke 04, Westfalia 05, STV Horst, Bochum et Wattenscheid 09. 
Un an plus tard, l’Union disputa le tour final pour accéder à l’Oberliga West mais échoua. Le club resta en Landesliga, devenue niveau 2. 
En 1949, le club évolua toujours au 2e niveau, mais la série avait pris le nom de 2. Oberliga West. Le club termina 16e et dernier du groupe A. Les soucis financiers du club étaient importants. Sur la recommandation de la WFV, l’Union Gelsenkirchen et l’Alemannia Gelsenkirchen fusionnèrent pour former la SG Eintracht Gelsenkirchen.

### Alemannia/Gelgenguss Gelsenkirchen
Ce club vit le jour, le 13 mai 1911 avec la fusion du Viktoria Gelsenkirchen et du SuS Leithe sous la dénomination de SV Rheinelbe Gelsenkirchen.
Plus tard, le club s’associa avec le Blau-Weiß Gelsenguß Gelsenkirchen et joua sous le nom deSC Alemannia-Gelsenguß Gelsenkirchen.
En 1937, le club prit le nom de BSC Gelsenguß Gelsenkirchen. Le club monta en Gauliga Westfalen en 1939. Trois ans plus tard, le club reprit le nom de Alemannia Gelsenkirchen. 
En 1945, le club fut dissous par les Alliés, comme tous les clubs et associations allemands (voir Directive n°23). Le 17 février 1946, le Alemannia Gelsenkirchen reprit la compétition dans la plus haute série de l’époque recrée, la Landesliga Westfalen.
En 1950, vu ses difficultés financières, le club suivit les recommandations de sa ligue régionale, la Westfalische Fussall Verband (WFV) et fusionna avec son voisin de l’Union Gelsenkirchen pour former la SG Eintracht Gelsenkirchen.

### Eintracht Gelsenkirchen
La saison suivante le nouveau club fusionné se classa 5e de la 2. Oberliga West, Groupe A, mais au terme du championnat 1951-1952, l’Eintracht Gelsenkirchen bien que neuvième fut relégué car la 2. Oberliga West était ramenée à une seule série la saison suivante.
Le club rejoua donc au 3e niveau de la hiérarchie jusqu'en 1955 où il regagna sa place un rang plus haut. L’Eintracht obtint quelques bons résultats, terminant même au troisième rang en 1959. Mais en 1963, il ne se classa que 9e, à deux longueurs de la 7e place donnant accès à la nouvelle Regionalliga Nord, instaurée comme niveau 2 avec la création de la Bundesliga.
Soucieux de conserver une bonne tenue financière, le club qui enregistrait des affluences de près de 20.000 personnes lors de rencontres face au Rot-Weiss Essen, Borussia Mönchengladbach ou Alemannia Aix-la-Chapelle, vendait régulièrement ses meilleurs jeunes comme Hansi Nowka passé à Schalke.
L’Eintracht Gelsenkirchen monta en Regionalliga en 1964 et y joua cinq saisons avant de redescendre pour un an puis de rejouer les quatre derniers championnats précédant une nouvelle réforme des ligues en 1974. Le meilleur classement du club fut une 5e place obtenue en 1971 derrière Bochum, Düsselforf, Wuppertal et le SC Fortuna Cologne.
Le 15 juin 1973, l’Eintracht fusionna avec un autre club de l’entité de Gelsenkirchen, le STV Horst-Emscher pour former le STV Eintracht Gelsenkirchen-Horst.

### STV Eintracht Gelsenkirchen-Horst
En Regionalliga la plupart des saisons avaient été assez moyennes en fin de saison 1973-1974, lorsque cette ligue disparut au profit de la 2. Bundesliga, l’Eintracht Gelsenkirchen fut relégué au  niveau 3.
Le club fusionné eut du plomb dans l’aile et en 1978, le STV Horst-Emscher redevint un club indépendant.
Cinq ans après l’échec de la fusion avec Horst-Emscher, en 1983, l’ Eintracht Gelsenkirchen fut dissous par manque de moyens financiers.

### Fortuna Gelsenkirchen, renaissance de la SG Eintracht
Deux ans après la disparition de l’Eintracht, un groupe se constitua autour du Fortuna Gelsenkirchen. Il fut question de former une grande association orientées sur les équipes de jeunes, avec des investisseurs privés et publics et de regrouper plusieurs clubs locaux, outre le Fortuna, ETuS Gelsenkirchen, Armina Ukendorf et SW Gelsenkirchen. Mais le projet échoua.
En 1998, sous l’impulsion de Wolfgang Puzig, Président de club jusqu'en 2009 le Fortuna changea son nom et reprit celui de l’ancien et titré SG Eintracht Gelsenkirchen.

## Sources et liens externes
- Website officiel de l’Eintracht Gelsenkirchen
- Archives des ligues allemandes depuis 1903
- Base de données du football allemand
- Site de la Fédération allemande de football